# 吏員
吏員（りいん）は、日本の公務員制度で一定の職員のことを指す用語。主に地方公務員。
- これに対し、官吏は国家公務員を指す。
- 一般的に吏員といった場合は、一般職（常勤）の公務員のことを指して用いられることもある。

## 法令等での用例
吏員の範囲は法令や条文により異なる。
旧地方自治法では、地方公務員（「その他の職員」を除く）を指す「吏員」の語を用いたが、平成18年度改正（法律第53号）後は、「職員」の語に一本化された。
現行法令では、日本国憲法第93条第2項、会社法826条、水害予防組合法第八十二条ニ依ル水害予防組合吏員服務紀律（明治41年内務省令第14号）などに用例が見られる。消防吏員、徴税吏員の用語は、今でも法令上の用語として存在している。

## 旧地方自治法上の吏員

### 旧153条
平成18年度改正前の旧地方自治法第153条第1項でいう吏員は、地方公共団体の長（知事・市町村長）や副知事（助役）、出納長（収入役）、議会議員などの特別職の公務員を含めて吏員としていた。

### 旧172条
平成18年度改正前の旧地方自治法第172条では地方公共団体の長の補助機関のうち、「その他の職員」以外の職員のことを指した。「吏員」と「その他の職員」は、戦前の「官公吏」及び「雇用人」の区別に由来する。
一般職の吏員（平成18年度改正前の旧地方自治法第172条にいう「吏員」）については、行政事務をつかさどる事務吏員と、技術をつかさどる技術吏員に分けられていた（平成18年度改正前の旧地方自治法第173条）。
実定法上は吏員でなければ従事できない職務の区分及び事務吏員又は技術吏員でなければ従事できない職務の規程が設けられていた。しかし、制度上は「吏員」と「その他の職員」の区別は、任用や勤務条件等において区別されておらず、また、「事務」と「技術」の区別については、地方公共団体の事務が複雑化・多様化しており、そのような区別を明確につけることが困難となっていた。そのため、平成18年度法改正により、「吏員」と「その他の職員」の区分及び「事務吏員」と「技術吏員」の区分を廃止し、長の補助機関である「職員」へ一本化するよう、所要の改正が行われた。